# مجلة بيت لحم
مجلة بيت لحم هي مجلة شهرية اجتماعية أخلاقية تاريخية أدبية فكاهية لصاحبيها؛ يوحنا خليل دكرت وعيسى الخوري البندك في فلسطين. كانت المجلة تصدر عشرة أشهر بالسنة، وفي مقابل الشهرين الباقيين، كانت المجلة تعوض المشتركين، في داخل البلاد وخارجها بكتاب ثمين. صدر العدد الأول من المجلة بشهر أيلول من عام 1919، واستمرت لمدة سنتين. اُعتبرت مجلة بيت لحم بأنها المجلة التي وضعت حجر الأساس الأدبي للصحف والمجلات الأخرى التي صدرت في عهد الانتداب البريطاني على فلسطين.

## التاسيس
تأسست المجلة في مدينة بيت لحم على يد يوحنا خليل دكرت وعيسى الخوري البندك، وصدرت لأول مرة في سبتمبر 1919. كانت المجلة تصدر عشرة أشهر في السنة، وفي الشهرين المتبقيين، كانت تعوّض المشتركين داخل البلاد وخارجها بكتاب ثمين.

## المحتوى والمواضيع
اتّسمت المجلة بتنوع موضوعاتها وشمولها، إذ ضمت مقالات في:
- الأدب العربي من شعر ونثر.
- المقالات الأخلاقية والاجتماعية الموجهة لتثقيف الأسرة والمجتمع.
- الدراسات التاريخية المرتبطة بفلسطين والمنطقة.
- الفكاهة والطرائف، ما منحها طابعًا قريبًا من القارئ.
- الرسائل من القرّاء والتي كانت تنشر بشكل دوري.

كانت تهدف المجلة إلى تعزيز الهوية الثقافية الفلسطينية ونشر الفكر التنويري، والربط بين الحياة اليومية والأدب والسياسة بلغة سلسة قريبة من الناس.

## التأثير على الصحافة الفلسطينية
تُعتبر مجلة بيت لحم واحدة من المجلات الرائدة التي مهدت الطريق أمام مجلات وصحف فلسطينية لاحقة خلال فترة الانتداب، مثل:
- مجلة الشرق
- مجلة النفائس العصرية
- جريدة فلسطين

ساهمت المجلة في تعزيز المشهد الأدبي الفلسطيني، حيث نشرت أعمالًا لعدد من الأدباء الفلسطينيين البارزين في بداياتهم.

## التوقف
توقفت المجلة عن الصدور عام 1921 لأسباب مالية وإدارية على الأرجح، بحسب المصادر التاريخية. إلا أن إرثها الثقافي ظل حاضرًا بوصفها من أُولى المبادرات الأدبية المطبوعة في فلسطين.

## انظر ايضا
- الصحافة الفلسطينية